# Fähre Siebeneichen
| Fähre Siebeneichen | Fähre Siebeneichen                                                                          |
| ------------------ | ------------------------------------------------------------------------------------------- |
| Fähre Siebeneichen |                                                                                             |
| Typ:               | Seilfähre                                                                                   |
| Name:              | „SF 74“                                                                                     |
| Heimathafen:       | Siebeneichen                                                                                |
| Baujahr:           | 1960                                                                                        |
| Technische Daten   |                                                                                             |
| Verdrängung:       | 7,084 Tonnen                                                                                |
| Länge:             | 17,48 Meter                                                                                 |
| Breite:            | 5,60 Meter                                                                                  |
| Tiefgang:          | 0,60 Meter                                                                                  |
| Kapazität:         | 20 Fahrgäste + 2,5 t tote Last 10 Fahrgäste + 3,5 t tote Last 2 Fahrgäste + 5,0 t tote Last |
| Fährstrecke:       | 75 Meter                                                                                    |
| Besatzung:         | 1 Fährmann                                                                                  |
| Antrieb:           | 7 kW Dieselmotor Farymann                                                                   |

Die Fähre Siebeneichen ist eine Seilfähre über den Elbe-Lübeck-Kanal. Sie verbindet die Orte Siebeneichen und Fitzen. Als historische Sehenswürdigkeit steht sie unter Denkmalschutz und ist eine touristische Bereicherung für den Kreis Herzogtum Lauenburg und den Radfernweg Alte Salzstraße.

## Geschichte

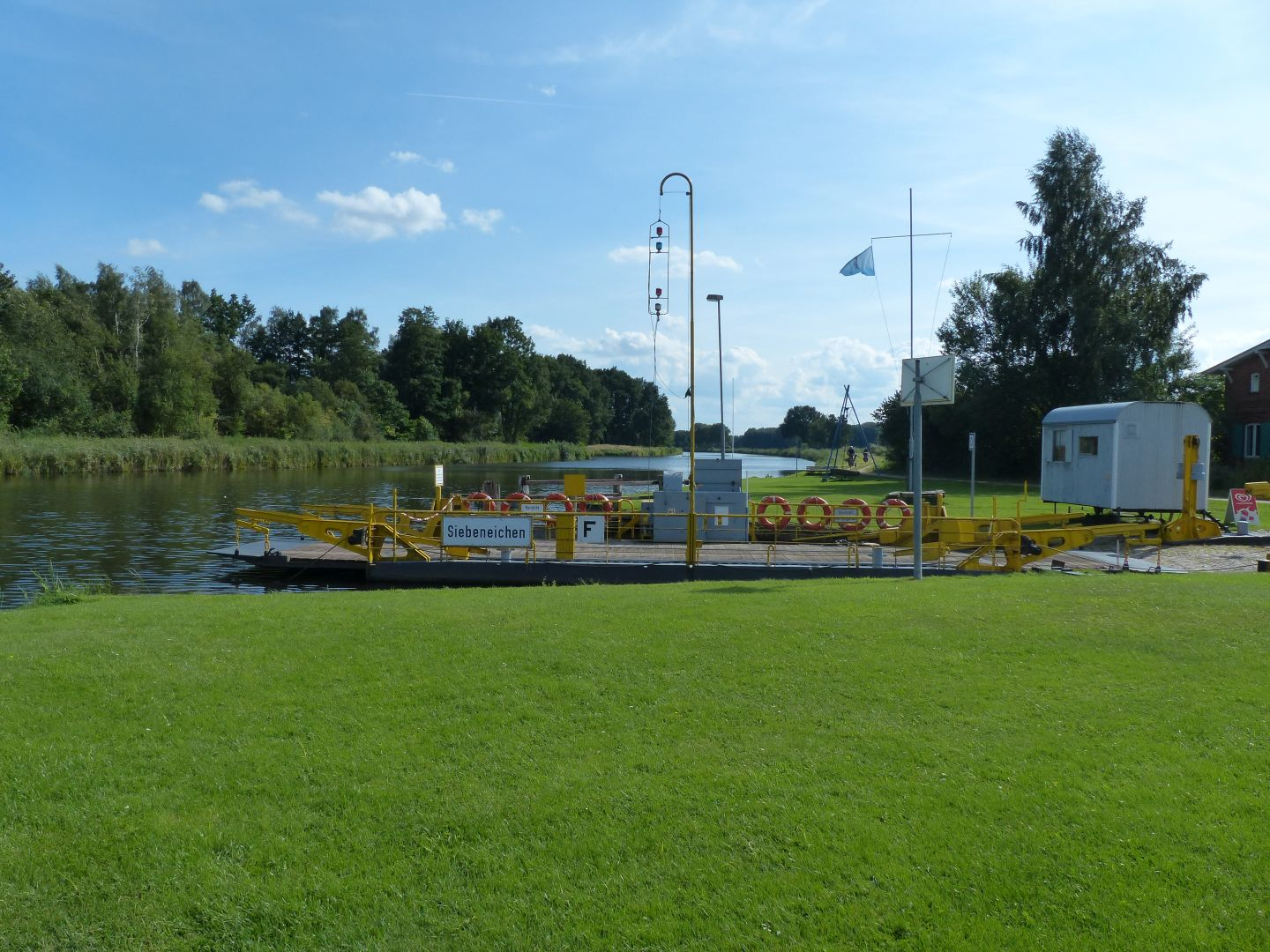
Fähre Siebeneichen am Liegeplatz

Die Fährverbindung über den Elbe-Trave-Kanal existiert seit dessen Nutzungsbeginn im Jahre 1900. Das Wasser- und Schifffahrtsamt musste für „Wege-Ersatz“ sorgen, da hier eine Straße Richtung Osten existierte. Die Fähre war ursprünglich eine bis 1960 handbetriebene Seilzugfähre, deren eines Seil die Richtung hielt, während das andere für die Vorwärtsbewegung zuständig war. Erst nach 1960 erhielt die in Rendsburg-Saatsee auf der Staatswerft erbaute Fähre einen Dieselantrieb.
Bis 1986 war die Überfahrt kostenlos, dann aber verlangte der Betreiber (Kreis Herzogtum Lauenburg/Büchen) Fährgeld, da er die Fähre für 1,1 Mio. DM Abstand übernommen hatte. Zwei Fährleute teilten sich die Arbeit. Das ursprüngliche Haus des Fährmannes ist inzwischen an privat verkauft worden.
Ab 2016 war die Finanzierung der Fähre Siebeneichen nicht mehr gesichert und der Betrieb sollte zum 2. Juli 2016 eingestellt werden. Aus der Bevölkerung gibt es viele Aktivitäten, um die Fähre doch noch zu erhalten. Bei einer der Veranstaltungen wurde ein Tagesrekord von 1152 Fahrgästen erreicht. Zur Unterstützung der Fähre wurde 2014 ein Förderverein gegründet.
Die Fähre steht seit 2015 unter Denkmalschutz.

## Betrieb
Der Betrieb der Fähre ist seit 2017 wieder gesichert und wird von Kreis Herzogtum Lauenburg, Gemeinde Siebeneichen und Förderverein Fähre Siebeneichen e.V. getragen.
- Der Fährbetrieb läuft in der Saison vom 1. April bis 3. Oktober.
- Die Fährzeiten sind an Wochenenden und Feiertagen von 10:00 bis 18:00 Uhr.
- Die Benutzung ist kostenlos,  um Spenden wird gebeten.

## Technische Beschreibung

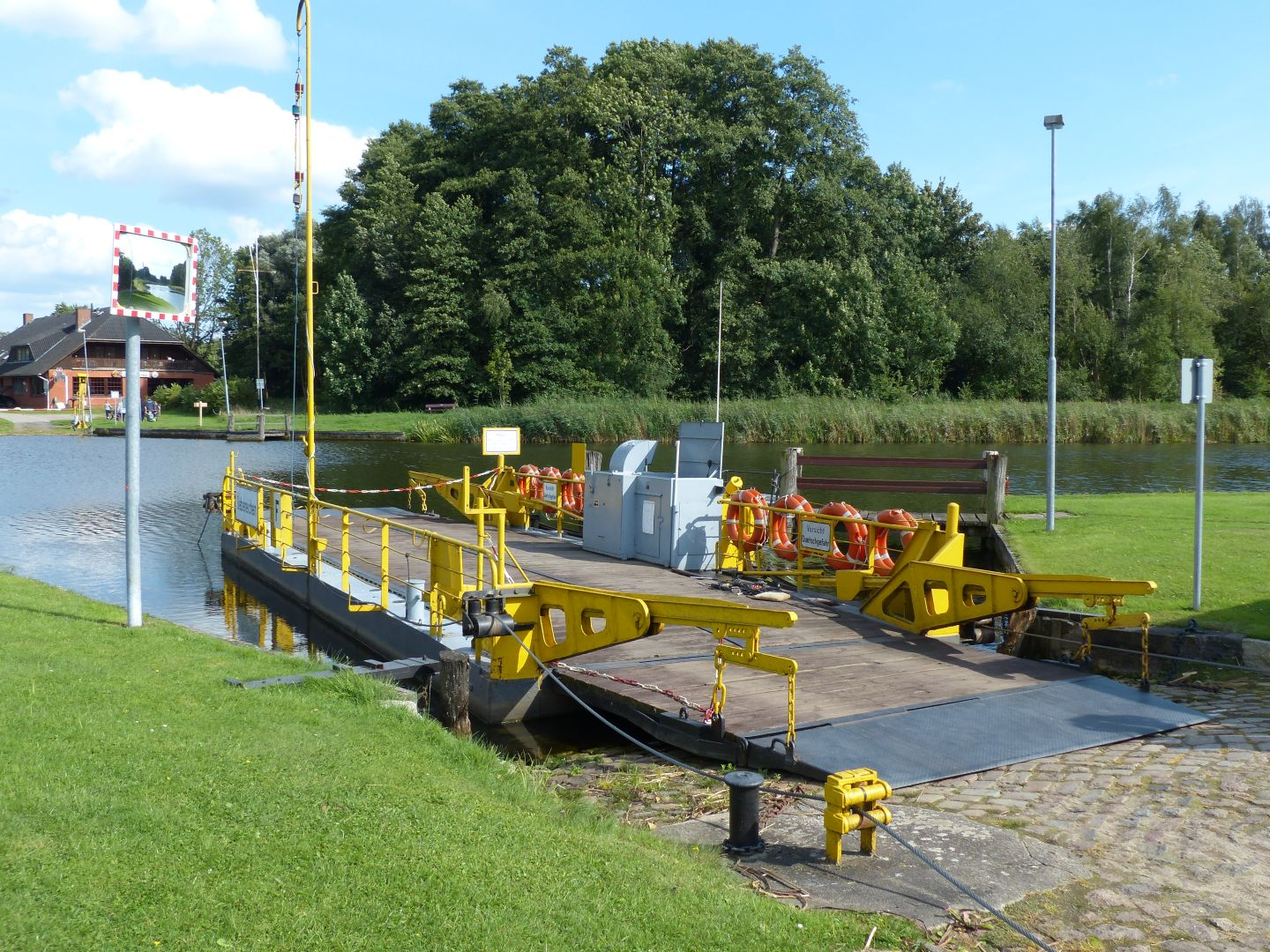
Fährstrecke und Führseil

Die Fähre in Siebeneichen ist eine Seilzugfähre, d. h., sie fährt an einem Führungsseil und hat zusätzlich ein Zugseil, an dem sie sich mittels Motor vorwärts zieht. Die Fähre ist damit eine in der Schifffahrt sogenannte „nicht freifahrende Fähre“:
- Das Trag- oder Führungsseil führt von einem zum anderen Ufer und liegt im Ruhezustand am Grunde des Kanals, so dass die Schiffe im Kanal ungehindert passieren können.
- Zum Fähren wird das Führungsseil gespannt, so dass es knapp über der Wasseroberfläche schwebt.
- Das Fahr- oder Zugseil liegt ebenfalls in Ruhe auf dem Grund des Kanals und wird nur durch den Zug des Motors beim Fähren angehoben.
- Während des Fährvorgangs – und das beginnt bereits mit dem Spannen des Führungsseils – hat die Fähre Vorrang vor allen anderen Wasserfahrzeugen, ob Binnenschiff, Paddelboot, Fahrgastschiff oder Sportboot. Große Schiffe geben Schallsignal, um den Fährmann auf sich aufmerksam zu machen.

## Trivia
- Die Fähre Siebeneichen wurde als Drehort für den Film Der Duft von Holunder (2011) genutzt.